# خوان فمنیاس
خوان فمنیاس (انگلیسی: Joan Femenías؛ زادهٔ ۱۹ اوت ۱۹۹۶) بازیکن فوتبال اهل اسپانیا است.
از باشگاه‌هایی که در آن بازی کرده‌است می‌توان به باشگاه فوتبال فوئنلابرادا و باشگاه فوتبال رئال اویدو اشاره کرد.